# Túnez en la Copa Mundial de Fútbol de 2018
La selección de Túnez fue uno de los 32 equipos participantes en la Copa Mundial de Fútbol de 2018, torneo que se llevó a cabo del 14 de junio al 15 de julio en Rusia.
Esta fue su quinta participación en mundiales después de Alemania 2006.

## Clasificación

### Segunda ronda
| Fecha                   | Lugar    | Local      |                       | Resultado                                                      |                       | Visitante  |
| ----------------------- | -------- | ---------- | --------------------- | -------------------------------------------------------------- | --------------------- | ---------- |
| 13 de noviembre de 2015 | Nuakchot | Mauritania | Bandera de Mauritania | 1 – 2 Archivado el 14 de noviembre de 2015 en Wayback Machine. | Bandera de Túnez      | Túnez      |
| 17 de noviembre de 2015 | Radès    | Túnez      | Bandera de Túnez      | 2 – 1 Archivado el 18 de noviembre de 2015 en Wayback Machine. | Bandera de Mauritania | Mauritania |

### Tercera ronda
| Selección   | Pts. | PJ | PG | PE | PP | GF | GC | Dif |
| ----------- | ---- | -- | -- | -- | -- | -- | -- | --- |
| Túnez       | 14   | 6  | 4  | 2  | 0  | 11 | 4  | 7   |
| R. D. Congo | 13   | 6  | 4  | 1  | 1  | 14 | 7  | 7   |
| Libia       | 4    | 6  | 1  | 1  | 4  | 4  | 10 | -6  |
| Guinea      | 3    | 6  | 1  | 0  | 5  | 6  | 14 | -8  |

| Fecha                   | Lugar           | Local       |                                            | Resultado                                                       |                                            | Visitante   |
| ----------------------- | --------------- | ----------- | ------------------------------------------ | --------------------------------------------------------------- | ------------------------------------------ | ----------- |
| 8 de octubre de 2016    | Monastir        | Túnez       | Bandera de Túnez                           | 2 – 0 Archivado el 20 de septiembre de 2016 en Wayback Machine. | Bandera de Guinea                          | Guinea      |
| 11 de noviembre de 2016 | Argel (Argelia) | Libia       | Bandera de Libia                           | 0 – 1 Archivado el 8 de noviembre de 2016 en Wayback Machine.   | Bandera de Túnez                           | Túnez       |
| 1 de septiembre de 2017 | Radès           | Túnez       | Bandera de Túnez                           | 2 – 1 Archivado el 8 de noviembre de 2016 en Wayback Machine.   | Bandera de República Democrática del Congo | R. D. Congo |
| 5 de septiembre de 2017 | Kinsasa         | R. D. Congo | Bandera de República Democrática del Congo | 2 – 2 Archivado el 26 de agosto de 2017 en Wayback Machine.     | Bandera de Túnez                           | Túnez       |
| 7 de octubre de 2017    | Conakri         | Guinea      | Bandera de Guinea                          | 1 – 4 Archivado el 26 de agosto de 2017 en Wayback Machine.     | Bandera de Túnez                           | Túnez       |
| 11 de noviembre de 2017 | Radès           | Túnez       | Bandera de Túnez                           | 0 – 0 Archivado el 15 de octubre de 2017 en Wayback Machine.    | Bandera de Libia                           | Libia       |

### Goleadores
| Jugador                 | Goles | Asistencias | Minuto | PJ |
| ----------------------- | ----- | ----------- | ------ | -- |
| Youssef Msakni          | 3     | 2           | 360    | 4  |
| Wahbi Khazri            | 2     | -           | 421    | 6  |
| Saad Bguir              | 1     | -           | 20     | 2  |
| Änis Ben-Hatira         | 1     | -           | 63     | 2  |
| Aymen Abdennour         | 1     | -           | 180    | 2  |
| Yassine Chikhaoui       | 1     | -           | 180    | 2  |
| Anice Badri             | 1     | -           | 181    | 4  |
| Ghaylène Chaalali       | 1     | -           | 339    | 4  |
| Yassine Meriah          | 1     | -           | 405    | 5  |
| Syam Ben Youssef        | 1     | -           | 450    | 5  |
| Mohamed Amine Ben Amor  | 1     | 1           | 540    | 6  |
| Ali Maâloul             | -     | 3           | 700    | 8  |
| Hamza Lahmar            | -     | 1           | 90     | 1  |
| Mohamed Ali Moncer      | -     | 1           | 134    | 2  |
| Fakhreddine Ben Youssef | -     | 1           | 168    | 5  |
| Hamza Mathlouthi        | -     | 1           | 180    | 2  |
| Rami Bedoui             | -     | 1           | 270    | 3  |
| Taha Yassine Khenissi   | -     | 1           | 494    | 6  |

## Participación

### Lista de convocados
Técnico:  Nabil Maâloul
| No. | Pos. | Jugador                 | Fecha de nacimiento (edad)         | Apa. | Goles | Club               |
| --- | ---- | ----------------------- | ---------------------------------- | ---- | ----- | ------------------ |
| 1   | POR  | Farouk Ben Mustapha     | 1 de julio de 1989 (28 años)       | 15   | 0     | Al-Shabab          |
| 2   | DEF  | Syam Ben Youssef        | 31 de marzo de 1989 (29 años)      | 42   | 1     | Kasimpasa          |
| 3   | DEF  | Yohan Benalouane        | 28 de marzo de 1987 (31 años)      | 4    | 0     | Leicester City     |
| 4   | DEF  | Yassine Meriah          | 2 de julio de 1993 (24 años)       | 16   | 1     | CS Sfaxien         |
| 5   | DEF  | Oussama Haddadi         | 28 de enero de 1992 (26 años)      | 9    | 0     | Dijon FCO          |
| 6   | DEF  | Rami Bedoui             | 19 de enero de 1990 (28 años)      | 8    | 0     | Étoile du Sahel    |
| 7   | DEL  | Saîf-Eddine Khaoui      | 27 de abril de 1995 (23 años)      | 5    | 0     | Troyes             |
| 8   | DEL  | Fakhreddine Ben Youssef | 23 de junio de 1991 (26 años)      | 39   | 5     | Al-Ettifaq         |
| 9   | MED  | Anice Badri             | 18 de septiembre de 1990 (27 años) | 7    | 2     | Espérance de Tunis |
| 10  | DEL  | Wahbi Khazri            | 8 de febrero de 1991 (27 años)     | 35   | 12    | Rennes             |
| 11  | DEF  | Dylan Bronn             | 19 de junio de 1995 (22 años)      | 5    | 0     | KAA Gent           |
| 12  | DEF  | Ali Maâloul             | 1 de enero de 1990 (28 años)       | 46   | 0     | Al-Ahly            |
| 13  | MED  | Ferjani Sassi           | 18 de marzo de 1992 (26 años)      | 39   | 3     | Al-Nassr           |
| 14  | MED  | Mohamed Amine Ben Amor  | 3 de mayo de 1992 (26 años)        | 26   | 1     | Al-Ahli            |
| 15  | DEL  | Ahmed Khalil            | 21 de diciembre de 1994 (23 años)  | 3    | 0     | Club Africain      |
| 16  | POR  | Aymen Mathlouthi        | 14 de septiembre de 1984 (33 años) | 70   | 0     | Al-Batin           |
| 17  | MED  | Ellyes Skhiri           | 10 de mayo de 1995 (23 años)       | 5    | 0     | Montpellier        |
| 18  | DEL  | Bassem Srarfi           | 25 de junio de 1997 (20 años)      | 5    | 0     | OGC Nice           |
| 19  | DEL  | Saber Khalifa           | 14 de octubre de 1986 (31 años)    | 44   | 7     | Club Africain      |
| 20  | DEL  | Ghailene Chaalali       | 28 de febrero de 1994 (24 años)    | 6    | 1     | Espérance de Tunis |
| 21  | DEF  | Hamdi Nagguez           | 28 de octubre de 1992 (25 años)    | 15   | 0     | Zamalek            |
| 22  | POR  | Mouez Hassen            | 5 de marzo de 1995 (23 años)       | 3    | 0     | Châteauroux        |
| 23  | DEL  | Naïm Sliti              | 27 de julio de 1992 (25 años)      | 17   | 3     | Dijon FCO          |

### Fase de grupos
| Selección  | Pts | PJ | PG | PE | PP | GF | GC | Dif |
| ---------- | --- | -- | -- | -- | -- | -- | -- | --- |
| Bélgica    | 9   | 3  | 3  | 0  | 0  | 9  | 2  | 7   |
| Inglaterra | 6   | 3  | 2  | 0  | 1  | 8  | 3  | 5   |
| Túnez      | 3   | 3  | 1  | 0  | 2  | 5  | 8  | -3  |
| Panamá     | 0   | 3  | 0  | 0  | 3  | 2  | 11 | -9  |

#### Túnez vs. Inglaterra
| 18 de junio de 2018, 21:00 (UTC+3) | Túnez            | 1:2 (1:1) | Inglaterra     | Volgogrado Arena, Volgogrado                              |                                                           |
|                                    | Sassi 35' (pen.) | Reporte   | Kane 11' 90+1' | Asistencia: 41 064 espectadores Árbitro(s): Wilmar Roldán | Asistencia: 41 064 espectadores Árbitro(s): Wilmar Roldán |

|  |  |

| GK            | 22 | Mouez Hassen            |  | 16' |
| RB            | 11 | Dylan Bronn             |  |     |
| CB            | 2  | Syam Ben Youssef        |  |     |
| CB            | 4  | Yassine Meriah          |  |     |
| LB            | 12 | Ali Maâloul             |  |     |
| CM            | 13 | Ferjani Sassi           |  |     |
| CM            | 17 | Ellyes Skhiri           |  |     |
| CM            | 9  | Anice Badri             |  |     |
| RF            | 8  | Fakhreddine Ben Youssef |  |     |
| CF            | 10 | Wahbi Khazri            |  | 85' |
| LF            | 23 | Naïm Sliti              |  | 74' |
| Cambios:      |    |                         |  |     |
| GK            | 1  | Farouk Ben Mustapha     |  | 16' |
| MF            | 14 | Mohamed Amine Ben Amor  |  | 74' |
| FW            | 19 | Saber Khalifa           |  | 85' |
| Entrenador:   |    |                         |  |     |
| Nabil Maâloul |    |                         |  |     |

| GK               | 1  | Jordan Pickford    |     |       |
| CB               | 2  | Kyle Walker        | 33' |       |
| CB               | 5  | John Stones        |     |       |
| CB               | 6  | Harry Maguire      |     |       |
| DM               | 8  | Jordan Henderson   |     |       |
| CM               | 20 | Dele Alli          |     | 80'   |
| CM               | 7  | Jesse Lingard      |     | 90+3' |
| RM               | 12 | Kieran Trippier    |     |       |
| LM               | 18 | Ashley Young       |     |       |
| CF               | 10 | Raheem Sterling    |     | 68'   |
| CF               | 9  | Harry Kane         |     |       |
| Cambios:         |    |                    |     |       |
| FW               | 19 | Marcus Rashford    |     | 68'   |
| MF               | 21 | Ruben Loftus-Cheek |     | 80'   |
| MF               | 4  | Eric Dier          |     | 90+3' |
| Entrenador:      |    |                    |     |       |
| Gareth Southgate |    |                    |     |       |

| Jugador del Partido: Harry Kane Árbitros asistentes: Alexander Guzmán Cristian de la Cruz Cuarto árbitro: Ricardo Montero Quinto árbitro: Hiroshi Yamauchi Árbitro asistente de video: Sandro Ricci Árbitros asistentes del árbitro asistente de video: Gery Vargas Emerson de Carvalho Tiago Martins |

#### Bélgica vs. Túnez
| 23 de junio de 2018, 15:00 (UTC+3) | Bélgica                                                  | 5:2 (3:1) | Túnez                    | Otkrytie Arena, Moscú                                    |                                                          |
|                                    | Hazard 6' (pen.) 51' · Lukaku 16', 45+3' · Batshuayi 90' | Reporte   | Bronn 18' · Khazri 90+3' | Asistencia: 44 190 espectadores Árbitro(s): Jair Marrufo | Asistencia: 44 190 espectadores Árbitro(s): Jair Marrufo |

|  |  |

| GK               | 1  | Thibaut Courtois  |  |     |
| CB               | 2  | Toby Alderweireld |  |     |
| CB               | 20 | Dedryck Boyata    |  |     |
| CB               | 5  | Jan Vertonghen    |  |     |
| RM               | 15 | Thomas Meunier    |  |     |
| CM               | 7  | Kevin De Bruyne   |  |     |
| CM               | 6  | Axel Witsel       |  |     |
| LM               | 11 | Yannick Carrasco  |  |     |
| RF               | 14 | Dries Mertens     |  | 86' |
| CF               | 9  | Romelu Lukaku     |  | 59' |
| LF               | 10 | Eden Hazard       |  | 68' |
| Cambios:         |    |                   |  |     |
| MF               | 8  | Marouane Fellaini |  | 59' |
| FW               | 21 | Michy Batshuayi   |  | 68' |
| MF               | 17 | Youri Tielemans   |  | 86' |
| Entrenador:      |    |                   |  |     |
| Roberto Martínez |    |                   |  |     |

| GK            | 1  | Farouk Ben Mustapha     |     |     |
| RB            | 11 | Dylan Bronn             |     | 24' |
| CB            | 2  | Syam Ben Youssef        |     | 41' |
| CB            | 4  | Yassine Meriah          |     |     |
| LB            | 12 | Ali Maâloul             |     |     |
| CM            | 7  | Saîf-Eddine Khaoui      |     |     |
| CM            | 17 | Ellyes Skhiri           |     |     |
| CM            | 13 | Ferjani Sassi           | 14' | 59' |
| RF            | 8  | Fakhreddine Ben Youssef |     |     |
| CF            | 10 | Wahbi Khazri            |     |     |
| LF            | 9  | Anice Badri             |     |     |
| Cambios:      |    |                         |     |     |
| DF            | 21 | Hamdi Nagguez           |     | 24' |
| DF            | 3  | Yohan Benalouane        |     | 41' |
| FW            | 23 | Naïm Sliti              |     | 59' |
| Entrenador:   |    |                         |     |     |
| Nabil Maâloul |    |                         |     |     |

| Jugador del Partido: Eden Hazard Árbitros asistentes: Corey Rockwell Juan Zumba Cuarto árbitro: Andrés Cunha Quinto árbitro: Nicolás Tarán Árbitro asistente de video: Mark Geiger Árbitros asistentes del árbitro asistente de video: Bastian Dankert Joe Fletcher Felix Zwayer |

#### Panamá vs. Túnez
| 28 de junio de 2018, 21:00 (UTC+3) | Panamá            | 1:2 (1:0) | Túnez                        | Mordovia Arena, Saransk                                     |                                                             |
|                                    | Meriah 33' (a.g.) | Reporte   | Ben Youssef 51' · Khazri 66' | Asistencia: 37 168 espectadores Árbitro(s): Nawaf Shukralla | Asistencia: 37 168 espectadores Árbitro(s): Nawaf Shukralla |

| Panamá | Túnez |

| GK                 | 1  | Jaime Penedo        |       |     |
| RB                 | 13 | Adolfo Machado      |       |     |
| CB                 | 5  | Román Torres        |       | 56' |
| CB                 | 4  | Fidel Escobar       |       |     |
| LB                 | 17 | Luis Ovalle         |       |     |
| DM                 | 6  | Gabriel Gómez       | 80'   |     |
| CM                 | 20 | Aníbal Godoy        |       |     |
| CM                 | 19 | Ricardo Ávila       | 78'   | 81' |
| RW                 | 8  | Édgar Bárcenas      |       |     |
| LW                 | 21 | José Luis Rodríguez |       |     |
| CF                 | 9  | Gabriel Torres      |       | 46' |
| Cambios:           |    |                     |       |     |
| DF                 | 3  | Harold Cummings     |       | 46' |
| FW                 | 18 | Luis Tejada         | 90+6' | 56' |
| FW                 | 16 | Abdiel Arroyo       |       | 81' |
| Entrenador:        |    |                     |       |     |
| Hernán Darío Gómez |    |                     |       |     |

| GK            | 16 | Aymen Mathlouthi        |       |     |
| RB            | 21 | Hamdi Nagguez           |       |     |
| CB            | 6  | Rami Bedoui             |       |     |
| CB            | 4  | Yassine Meriah          |       |     |
| LB            | 5  | Oussama Haddadi         |       |     |
| CM            | 13 | Ferjani Sassi           | 44'   | 46' |
| CM            | 17 | Ellyes Skhiri           |       |     |
| CM            | 20 | Ghailene Chaalali       | 90+3' |     |
| RF            | 8  | Fakhreddine Ben Youssef |       |     |
| CF            | 10 | Wahbi Khazri            |       | 89' |
| LF            | 23 | Naïm Sliti              |       | 77' |
| Cambios:      |    |                         |       |     |
| FW            | 9  | Anice Badri             | 71'   | 46' |
| MF            | 15 | Ahmed Khalil            |       | 77' |
| MF            | 18 | Bassem Srarfi           |       | 89' |
| Entrenador:   |    |                         |       |     |
| Nabil Maâloul |    |                         |       |     |

| Jugador del Partido: Fakhreddine Ben Youssef Árbitros asistentes: Yaser Tulefat Taleb Al Maari Cuarto árbitro: Mehdi Abid Charef Quinto árbitro: Hiroshi Yamauchi Árbitro asistente de video: Tiago Martins Árbitros asistentes del árbitro asistente de video: Abdulrahman Al-Jassim Marvin Torrentera Sandro Ricci |